# Theresa Joy
Theresa Joy est une actrice canadienne.

## Biographie
Theresa Joy est la fille du guitariste Esteban Joy, connu sous le nom de Esteban. Elle vient de Toronto et travaille entre Los Angeles et New York.

## Filmographie

### Cinéma
- 2007 : Sixty Days : Corrine
- 2009 : Puck Hogs : Cynthia
- 2011 : The Breeder : Amy
- 2013 : Compulsion : Sharon Nelson

### Télévision
- 1997 : Nikita : Mila
- 2006 : Why Can't I Be You? : Miss New York
- 2006 : Entourage : Monique
- 2006 : Nip/Tuck : Lily
- 2007 : L'amie de mon mari : Kayla
- 2008 : Testees : Allison
- 2010 : The Bridge : Billy
- 2011 : Lost Girl : Gloria
- 2012 : Republic of Doyle : Molly
- 2012 : The Firm : agent Kozinski
- 2012 : Covert Affairs : la nurse
- 2012 : Beauty and the Beast : Lauren Harris